# Cascate della Pliva

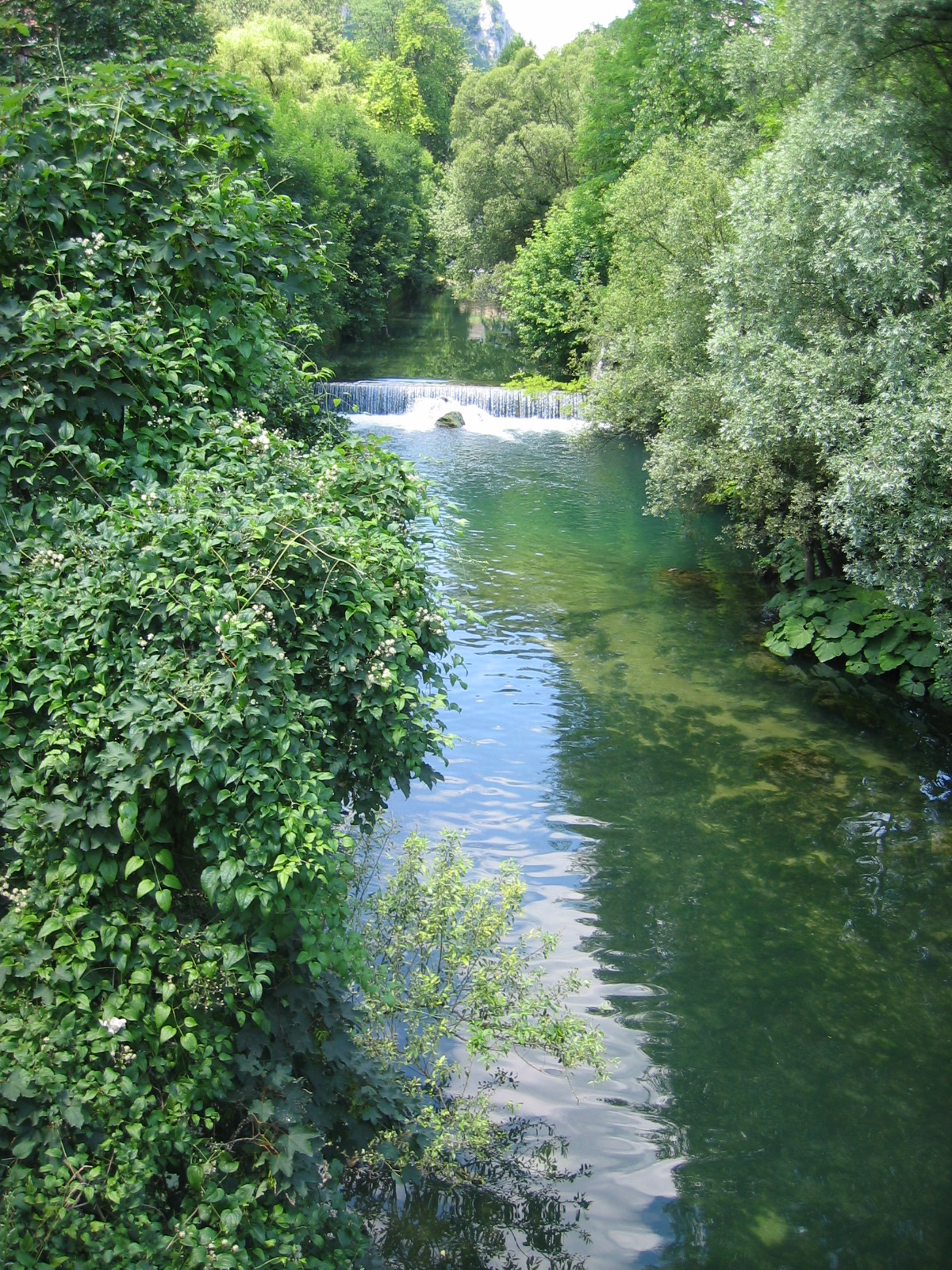
Il fiume Pliva circa 100 metri prima delle cascate

Le cascate della Pliva si trovano presso Jajce al centro dell Bosnia ed Erzegovina, nel punto in cui il fiume Pliva confluisce con il Vrbas. Erano alte circa 30 metri ma dopo il terremoto durante la guerra civile e in conseguenza dei concomitanti attacchi alla vicina centrale idroelettrica l'area venne allagata e l'altezza delle cascate si è ridotta a 20 metri.

## Galleria d'immagini

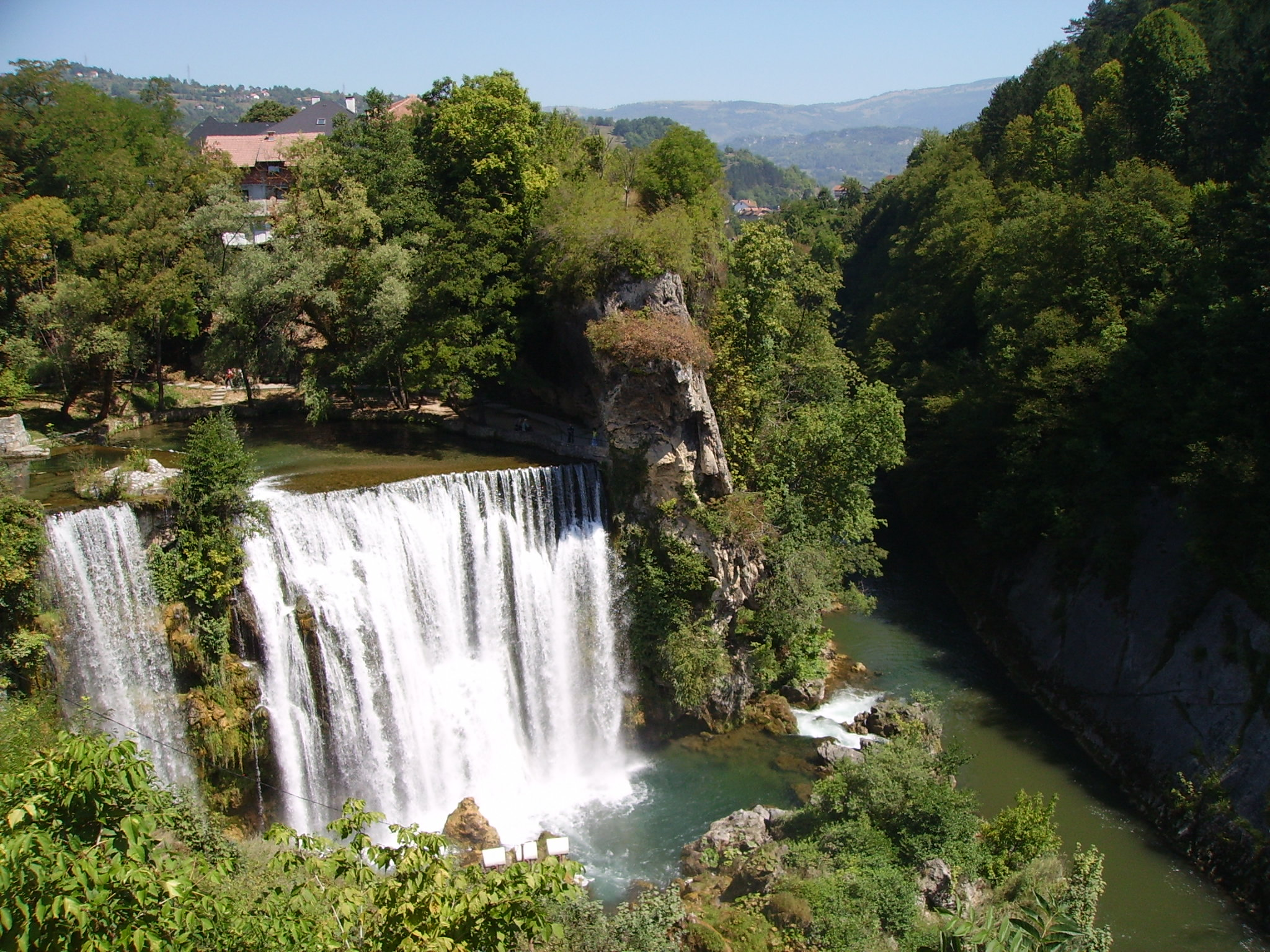
una panoramica delle cascate
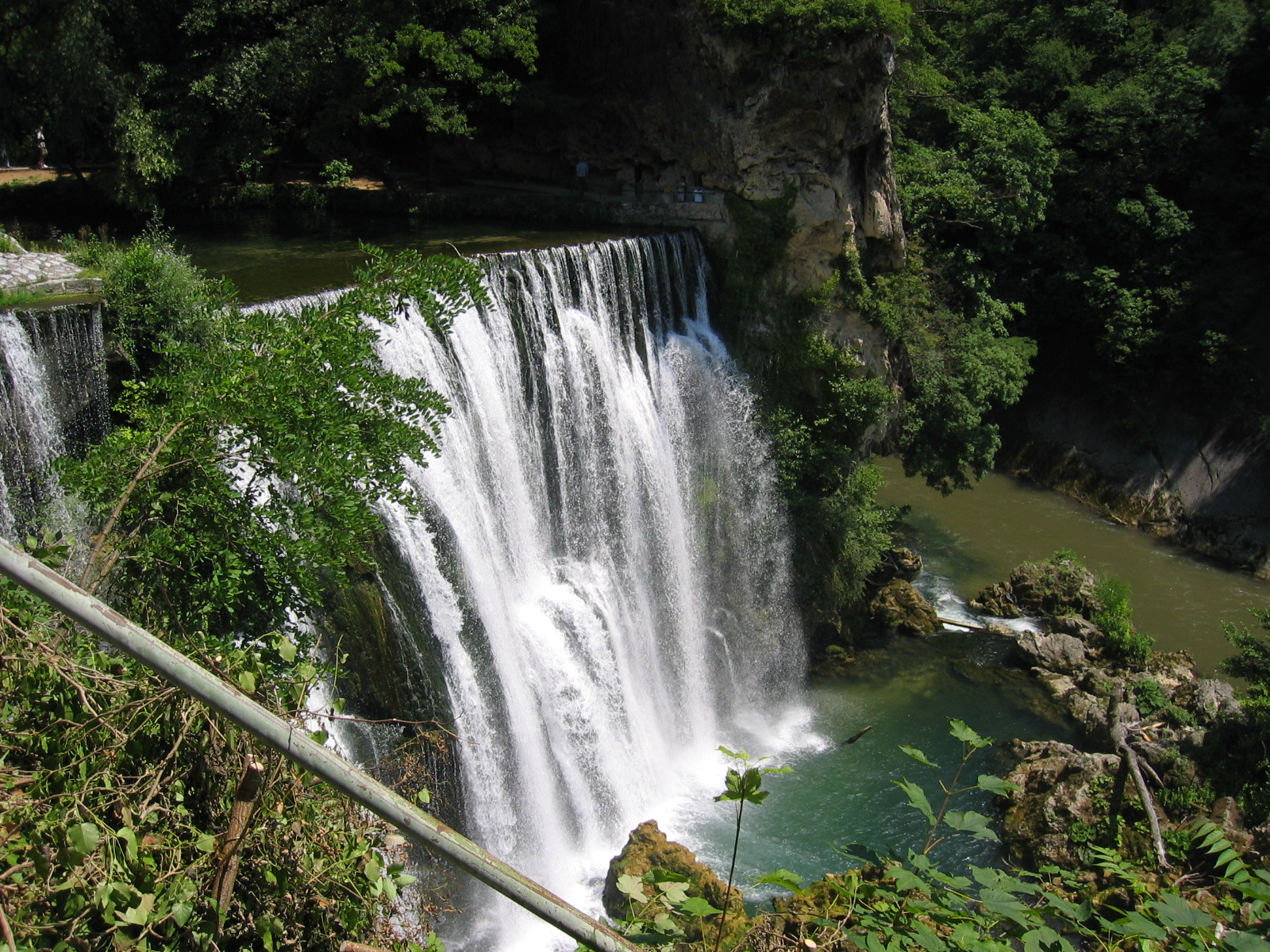
Le cascate presso Jajce